# Шевченко, Павел Евтихиевич
Павел Евтихиевич (Евгеньевич) Шевченко (25 июня [7 июля] 1898, Рыльск, Курская губерния, Российская империя — 23 ноября 1954) — русский офицер, герой Первой мировой войны, участник Белого движения.

## Биография
Из крестьян Курской губернии. Уроженец Рыльска. Общее образование получил в Рыльской Шелеховской гимназии, где окончил 6 классов.
С началом Первой мировой войны поступил в Казанское военное училище, по окончании ускоренного курса которого 1 октября 1915 года был произведен в прапорщики. Состоял в 1-м пехотном Невском полку. Удостоен ордена Св. Георгия 4-й степени
За то, что, будучи начальником команды пеших разведчиков и, получив приказание захватить неприятельского пленного из района рощи, северо-западнее дв. Дауге, в начале первого часа ночи на 29 июня 1916 года, с командой разведчиков на 5-ти лодках отплыл на неприятельский берег от мызы Ремерсгоф, но едва достиг середины реки, как лодки попали под губительный огонь немецких пулеметов и артиллерии. Подпоручик Шевченко, не растерявшись, направил свою лодку вперед и благополучно пристал к берегу, а за ним пристали и остальные лодки. Собрав людей своей команды, он с криком «ура» первым бросился на немецкие окопы и преодолев пять рядов проволочных заграждений, вскочил в окопы и, заметив неприятельский пулемет, первым подбежал к нему и захватил его. Отправив пулеметный станок со стволом, затвором, приемником и с пятью ящиками пулеметных лент на свой берег, подпоручик Шевченко на рассвете был ранен ружейной пулей в голень правой ноги, но тем не менее, проявляя хладнокровие, энергию и распорядительность, оставался на неприятельском берегу до тех пор, пока раненые нижние чины не были отправлены, а остальные не сели в лодки, после чего, руководя переправой разведчиков, добрался до своего берега.
Произведен в подпоручики 2 июля 1916 года, в поручики — 7 мая 1917 года.
В ноябре 1917 года вступил в Добровольческую армию. Участвовал в 1-м Кубанском походе в рядах Офицерского (Марковского) полка. В июне—ноябре 1918 года — в 1-й роте 1-го Офицерского Марковского полка. Был ранен 6–7 июля 1918 года под Крыловской и Екатериновской. Осенью 1919 года был назначен начальником команды пеших разведчиков 1-го Марковского полка. Сумел вывести команду разведчиков при окружении Марковской дивизии у села Алексеево-Леоново. В декабре 1919 года был назначен командиром 1-го батальона 1-го Марковского полка, в каковой должности оставался до 26 сентября 1920 года, когда получил ранение. На 18 декабря 1920 года — капитан Марковского полка в Галлиполи. Осенью 1925 года — в составе Марковского полка в Болгарии, подполковник.
В эмиграции в Болгарии, затем в Чехословакии. Окончил Русское высшее училище техников путей сообщения. После Второй мировой войны переехал в США. Умер в 1954 году. Похоронен на кладбище Новодивеевского монастыря.

## Награды
- Орден Святого Георгия 4-й ст. (ВП 14.10.1916)